# Chrisma (album)
Chrisma è la prima raccolta antologica del duo musicale italiano Chrisma, pubblicata nel 1982.

## Descrizione
La raccolta è stata pubblicata nel 1982 dalla Armando Curcio Editore in formato LP all'interno della collana a fascicoli distribuita in edicola SuperStar, con numero di catalogo SU-1034. La copertina, apribile, contiene un fascicolo monografico illustrato con la storia del duo.
L'album raccoglie tutti brani tratti dai primi due album del gruppo, Chinese Restaurant e Hibernation, e dai relativi singoli, a eccezione dei primi due, Amore e U, che non sono mai stati inclusi in nessun album né in nessuna raccolta. Ovvero quei lavori prodotti e arrangiati da Niko Papathanassiou per conto della Polydor Records nei primi anni di vita della formazione, quando operava ancora sotto il nome Chrisma, successivamente mutato in Krisma.

## Tracce
1. Black Silk Stocking – 2:36 (Julie Scott, Maurizio Arcieri, Niko Papathanassiou)
2. Lola – 2:51 (Julie Scott, Maurizio Arcieri)
3. C' Rock – 5:30 (Maurizio Arcieri, Niko Papathanassiou)
4. What For – 3:42 (Julie Scott, Maurizio Arcieri, Niko Papathanassiou)
5. Mandoia – 4:25 (Maurizio Arcieri, Niko Papathanassiou)
6. Gott Gott Elektron – 4:06 (Julie Scott, Maurizio Arcieri)
7. We R – 3:48 (Julie Scott, Maurizio Arcieri)
8. So You Don't – 4:15 (Julie Scott, Niko Papathanassiou)
9. Lover – 3:28 (Julie Scott, Maurizio Arcieri)
10. Vetra Platz – 3:06 (Julie Scott, Maurizio Arcieri)

Durata totale: 37:47

## Crediti

### Formazione
- Christina Moser - voce, chitarra acustica
- Maurizio Arcieri - voce, sintetizzatore, chitarra elettrica
- Ezio Vevey - chitarra acustica, chitarra elettrica
- Gianni Durini - batteria
- Keith Spencer-Allen - programmazione
- Nico Papathanassiou - batteria, basso, sintetizzatore, tastiere, timpani, percussioni
- Lucio Fabbri - violino

### Tecnici
- Dave Marinone - ingegneria del suono, missaggio
- Keith Spencer-Allen - ingegneria del suono
- Nico Papathanassiou - missaggio